# Фрай, Пол
Пол Рэймонд Фрай (англ. Paul Raymond Fry; 26 июля 1992, Понтиак, Мичиган) — американский бейсболист, питчер системы клуба Главной лиги бейсбола «Торонто Блю Джейс».

## Карьера
Пол Фрай учился в Колледже Сент-Клэр в Порт-Гуроне. В семнадцатом раунде драфта 2013 года он был выбран клубом «Сиэтл Маринерс». Подписав контракт, Фрай начал играть за фарм-клуб «Маринерс» в Лиге Аризоны. Сезон 2014 года он провёл в составе «Клинтон Ламбер Кингз», сыграв в 28 играх, записав на свой счёт по четыре победы и поражения. В чемпионате 2015 года Пол выступал в лиге выше уровнем за «Бейкерсфилд Блейз» и «Джексон Дженералс». В играх за обе команды он провёл на поле 75 1/3 иннинга, сделав 104 страйкаута при всего 19 уоках.
Весной 2016 года Фрай принял участие в предсезонных сборах «Маринерс», после чего был отправлен в фарм-клуб «Такома Рейнирс». За команду он выходил на поле в 48 играх, показав в них пропускаемость ERA 2,78. После завершения чемпионата МЛБ 2016 года Пол был включён в расширенный состав «Сиэтла».
В апреле 2017 года Фрай был обменян в «Балтимор Ориолс» на денежные средства из бюджета международных подписаний. После перехода руководство клуба отправило Пола в «Норфолк Тайдс». 29 июня 2018 года Фрай дебютировал в МЛБ в игре против «Лос-Анджелес Энджелс».
В январе 2023 года Фрай подписал контракт игрока младшей лиги с клубом «Торонто Блю Джейс».